# Phalloceros
Phalloceros – rodzaj ryb z rodziny piękniczkowatych (Poeciliidae). Gatunkiem typowym jest Girardinus caudimaculatus, obecnie Phalloceros caudimaculatus.

## Klasyfikacja
Gatunki zaliczane do tego rodzaju:
- Phalloceros alessandrae
- Phalloceros anisophallos
- Phalloceros aspilos
- Phalloceros buckupi
- Phalloceros caudimaculatus – jednoplamek żyworodny[3], jednoplamka[4], jednoplamek[5], żyworódka jednoplamka[6]
- Phalloceros elachistos
- Phalloceros enneaktinos
- Phalloceros harpagos
- Phalloceros heptaktinos
- Phalloceros leptokeras
- Phalloceros leticiae
- Phalloceros lucenorum
- Phalloceros malabarbai
- Phalloceros megapolos
- Phalloceros mikrommatos
- Phalloceros ocellatus
- Phalloceros pellos
- Phalloceros reisi
- Phalloceros spiloura
- Phalloceros titthos
- Phalloceros tupinamba
- Phalloceros uai